# Tymotej Staruch
Tymotej Staruch, ukr. Тимоте́й Стару́х (ur. 20 lutego 1860 w Bereźnicy Wyżnej, zm. 21 kwietnia 1923 w Brzeżanach) – ukraiński działacz polityczny i społeczny.

## Życiorys
Jego ojciec Mychajło Staruch i brat Antin Staruch byli posłami na Sejm Krajowy Galicji. Synem Tymoteja był Jarosław Staruch, jego szwagrem był Mychajło Petryckyj. 
Ukończył naukę w szkole powszechnej w Lisku. Służbę wojskowa w latach 1880-1883 odbył w 2 puku ułanów, następnie służył w żandarmerii. Od 1887 zaangażował się w działalność polityczną, w 1900 bezskutecznie kandydował do Rady Państwa i Sejmu Krajowego. W 1902 przeszedł w żandarmerii w stan spoczynku i zamieszkał we wsi Słoboda Złota. W latach 1902–1903 współorganizował strajki rolne. 
Od 1907 Tymotej był posłem do Rady Państwa z ramienia UNDP, od 1908 posłem na Sejm Krajowy Galicji. Na początku 1910 w Sejmie pobił ruskiego redaktora Witolda Demiańczuka. W czasie działalności parlamentarnej kupił w Brzeżanach dworek gdzie zamieszkał z rodziną. Po wybuchu I wojny w 1914 zajął się organizacją i werbunkiem do Legionu Ukraińskich Strzelców Siczowych.
Po okupacji Galicji Wschodniej przez armię carską ukrywał się kilka miesięcy w Bieszczadach u brata Antona. W czerwcu 1915 ze starszym synem Mykołą został aresztowany i zesłany na Syberię. Po rewolucji lutowej przybył do Kijowa. W 1919 był członkiem Ukraińskiej Rady Narodowej w Brzeżanach z jej ramienia do 31 maja 1919 kierował miastem. Był delegatem Rady na Kongres Pracy w Kijowie, został członkiem prezydium Kongresu. Po zajęciu Galicji wschodniej przez wojsko polskie ewakuował się wraz z innymi członkami ZURL do Kamieńca Podolskiego w listopadzie 1919 został aresztowany w pobliskim Orynynie. Więziono go w Brzeżanach i Lwowie w więzieniu pisał wspomnienia Opis mojego życia. W czerwcu 1920 stanął przed polskim sądem, ale proces przerwano ze względu na gwałtowne pogorszenie się stanu zdrowia. Po interwencjach dyplomatycznych zwolniony za kaucją 6 stycznia 1921 wrócił do Brzeżan, gdzie zmarł po długiej chorobie i został pochowany.

## Literatura
- Ołena Arkusza, Elżbieta Orman-Michta: Tymofij Staruch [w:] Polski Słownik Biograficzny tom XLII wyd. 2003-2004
- Енциклопедія українознавства, Lwów 1993, t. 8, s. 3034-3035